# Michaił Katkow
Michaił Nikoforowicz Katkow (ros. Михаил Никифорович Катков; ur. 1 listopada?/13 listopada 1818 w Moskwie, zm. 20 lipca?/1 sierpnia 1887 tamże) – rosyjski dziennikarz, wydawca i działacz polityczny, uznawany za najbardziej wpływowego publicystę rosyjskiego drugiej połowy XIX wieku, inicjatora i twórcę nowoczesnego nacjonalizmu rosyjskiego.

## Początki kariery
Urodził się w rodzinie drobnego urzędnika. Osierocony wcześnie przez ojca był wychowywany przez matkę, z pochodzenia Gruzinkę, cierpiąc niedostatek i upokorzenia. Pomimo tego studiował na wydziale filozoficznym Uniwersytetu Moskiewskiego, który ukończył w 1838. Jako student uczestniczył w działalności tajnego kółka młodzieżowego Mikołaja Stankiewicza. Zbliżył się wtedy też do Wissariona Bielinskiego, Aleksandra Hercena i Michaiła Bakunina. Po zakończeniu studiów Katkow rozpoczął współpracę z redakcjami znanych periodyków o zabarwieniu liberalnym: „Moskowskij Nabludatiel” (1838–1839) i „Otieczestwiennyje Zapiski” (1839–1841). Następnie opuścił Rosję i studiował dwa lata na Uniwersytecie w Berlinie. W tym okresie zainteresował się ustrojem politycznym Anglii oraz zafascynował filozofią Schellinga i Hegla. W 1845 obronił pracę na Uniwersytecie Moskiewskim i został adiunktem przy katedrze filozofii. Kariery naukowej jednak nie zrobił i w latach pięćdziesiątych XIX wieku powrócił do publicystyki. W latach 1850–1855 i 1863–1887 redagował „Moskowskije wiedomosti”, ponadto w latach 1856–1887 współredagował „Russkij Wiestnik”. Redagując periodyki, początkowo starał się utrzymać kurs umiarkowany, lawirując między obozem rządzącym a ruchem rewolucyjno-demokratycznym.

## Zmiana stosunku do Polski i Polaków
W tym czasie jego stosunek do Polaków był życzliwy – zatrudniał ich i przyjmował na salonach; uchodził też za wielbiciela twórczości Adama Mickiewicza. Zmianę przyniósł rok 1862. Wzrost nastrojów patriotycznych w Królestwie Polskim oraz pogłębienie się postaw nacjonalistycznych przy zaniku nastrojów rewolucyjnych w społeczeństwie rosyjskim zdecydowało, że Katkow przeszedł na pozycje nacjonalistyczne, antypolskie i antydemokratyczne, mając przy tym pełne poparcie władz rosyjskich, a jako swój atut – dużą znajomość spraw polskich i Polaków. Rozpoczął wojnę publicystyczną ze swoim dawnym kolegą, a ówcześnie największym krytykiem ustroju Rosji i przyjacielem Polski, Aleksandrem Hercenem, którego uznał za swojego głównego wroga. Wybuch powstania styczniowego sprawił jednak, że za swoich pierwszoplanowych przeciwników uznał Polaków i ich dążenia niepodległościowe. Poparł ideę stłumienia powstania wszelkimi dostępnymi metodami i całkowitej unifikacji ziem Królestwa Polskiego z Rosją. W swoich publikacjach przeciwstawiał jednocześnie polską szlachtę i duchowieństwo katolickie, marzące o niepodległej Polsce, szaremu ludowi polskiemu, mającemu rzekomo wiernie stać przy swoim prawowitym władcy, czyli carze Rosji. Snuł posępny obraz polskiego spisku i intrygi szlachecko-jezuickiej, ogarniających wszystkie szczeble aparatu rządowego. To pod jego wpływem odwołano pojednawczego w stosunku do Polaków namiestnika Królestwa Polskiego wielkiego księcia Konstantego Mikołajewicza i mianowano Michaiła Murawiowa generał-gubernatorem wileńskim.

## Znaczenie
Po upadku powstania Katkow zwalczał nadal w swojej publicystyce wszelkie prądy demokratyczne, rewolucyjne, był obrońcą samodzierżawia, domu panującego Romanowów i jedności Rosji pod przewodnictwem cara oraz rusyfikacji narodów nierosyjskich. Szczyt kariery Katkowa datuje się na okres rządów cara Aleksandra III Romanowa. Katkow stał się wówczas ojcem duchowym tzw. kontrreform, zmian mających na celu umocnienie rządów carskich. Obok Dmitrija Tołstoja i Konstantina Pobiedonoscewa (których zresztą silnie wspierał w swoich gazetach) uchodził za czołową postać rosyjskiego nurtu konserwatywno-nacjonalistycznego drugiej połowy XIX wieku, nadając mu przez lata ideowy kierunek. Był jednocześnie silnie zwalczany przez przedstawicieli rosyjskiego nurtu demokratycznego i liberalnego. Prowadzone przez niego publikatory stały się organami nacisku politycznego w duchu zachowawczym na rządzących, nie cofając się nawet przed krytykowaniem poczynań rządu, o ile nie wydawały mu się wystarczające konsekwentne i antydemokratyczne. W związku z tym sam Katkow uznawany jest współcześnie za ojca chrzestnego czwartej władzy, czyli dziennikarstwa politycznego, w Rosji. Publicystyka jego miała często charakter zmienny i koniunkturalny, w zależności od chwilowych fascynacji i zapatrywań, zawsze jednak rozpatrywanych w duchu konserwatywnym.

## Ostatnie lata
W ostatnich latach swojego życia cierpiał na wiele dolegliwości m.in. na reumatyzm. Mimo tego pracował bardzo dużo, ogarnięty poczuciem misji, jaką sobie wiele lat wcześniej narzucił. Zmarł z powodu raka żołądka w Moskwie i został pochowany na cmentarzu przy monasterze św. Aleksego (zlikwidowanym w latach 30. XX wieku przez władze sowieckie, mogiła została zniszczona).
Po śmierci Katkowa wdowa po nim wydała Полное собрание передовых статей Московских Ведомостей, zbiór artykułów Katkowa, zamieszczonych w „Moskiewskich wiedomostiej”, w 25 tomach.